# Acanthoderes amplifrons
Acanthoderes amplifrons là một loài bọ cánh cứng trong họ Cerambycidae.